# Трёка (река)
Трёка — малая река на Среднем Урале, протекающая по землям городских округов Староуткинск и Первоуральск Свердловской области России, правый приток Чусовой. Длина реки — 17 км.

## Наименование
Название реки происходит от диалектного слова трёкать — 'болтать попусту'.

## География
Река Трёка протекает в горно-лесистой части Среднего Урала, по землям городских округов Первоуральск и Староуткинск Свердловской области. Длина водотока составляет 17 км, площадь водосбора — 45 км, уклон — 7,49 м/км. Дно каменисто-галечное, местами глинистое.

### Поселения
По берегам реки Трёки расположены посёлок Новая Трёка (в верхнем течении) и деревня Трёка (в устье).

### Русло
Река Трёка начинается в небольшом болоте приблизительно в 2,5 км к северу от посёлка Новая Трёка. Высота истока — 383 м над уровнем моря. Сначала река течёт в южном направлении, протекая западнее посёлка. Через Новую Трёку протекает небольшая речка, которая впадает в реку Трёку слева. Далее русло Трёки образует небольшую дугу и устремляется сначала в западной направлении, затем в северо-западном направлении. Примерно через 2,5 км в река принимает правый приток — речку Токоушку, после чего Трёка вновь меняет направление сначала на западное, затем на юго-западное, образуя таким образом волнообразное русло.
Примечательно, что в данной местности Трёка сближается с другим правым притоком Чусовой — рекой Дарьей. Кратчайшее расстояние между берегами двух рек здесь составляет всего 400—500 м. Их дугообразные русла в этом месте будто «отзеркаливают» друг друга: Дарья течёт сначала на юго-запад, затем на северо-запад; Трёка — сначала на северо-запад, затем на юго-запад.
В нижнем течении Трёка принимает ещё ряд мелких притоков по обоим берегам. Приблизительно в 3 км от своего устья она меняет направление на южное и течёт в сторону деревни Трёки. Река огибает деревню с востока и юга, принимая последний приток слева. Перед впадением в Чусовую Трёка устремляется на запад, протекая почти сонаправленно с Чусовой.
Трёка впадает в Чусовую на расстоянии 357 км от устья последней по течению по правому берегу. Высота устья — 255,7 м над уровнем моря.

## Данные водного реестра
По данным государственного водного реестра России, река Трёка относится к Камскому бассейновому округу. Водохозяйственный участок реки — Чусовая от города Ревды до в/п посёлка Кына, речной подбассейн реки — Кама до Куйбышевского водохранилища (без бассейнов рек Белой и Вятки), речной бассейн реки — Кама.
Код объекта в государственном водном реестре — 10010100612111100010430.

## Ихтиофауна
В реке Трёке обитают следующие виды рыб: гольян-красавка, пескарь, плотва и хариус.